# Ispak
Ispak (482 m n.p.m.) – wzniesienie w Beskidzie Niskim, w paśmie Wzgórz Rymanowskich,  na północ od centrum Iwonicza-Zdroju. Poprzednia nazwa Insbach, Inspak. Nazwa pochodzi od niemieckiego in bach – za potokiem. Góra jest zalesiona. Na szczycie triangul. Z północnych stoków rozpościera się widok na Doły Jasielsko-Sanockie i Pogórze Strzyżowskie. Od południa potok Ispak. W jego korycie źródło siarczkowe Lidia 1. U podnóża góry Zespół Szkół w Iwoniczu-Zdroju.